# Euphorbia inornata
Euphorbia inornata är en törelväxtart som beskrevs av Nicholas Edward Brown. Euphorbia inornata ingår i släktet törlar, och familjen törelväxter. Inga underarter finns listade i Catalogue of Life.